# Hector (flûte)
Pour les articles homonymes, voir Hector (homonymie).
Hector était un navire célèbre pour avoir participé à la première migration importante de colons écossais vers la Nouvelle-Écosse en 1773. La réplique du navire original est située au Hector Heritage Quay, un centre patrimonial géré par des bénévoles locaux, à Pictou, en Nouvelle-Écosse.

## Historique
Une flûte entièrement gréée en trois-mâts carré, Hector (construite aux Pays-Bas avant 1750) était employée pour le commerce local dans les eaux au large des îles britanniques ainsi que pour le transport d'immigrants en Amérique du Nord, ayant fait au moins un voyage en 1770 transportant des émigrants écossais à Boston dans le Massachusetts.

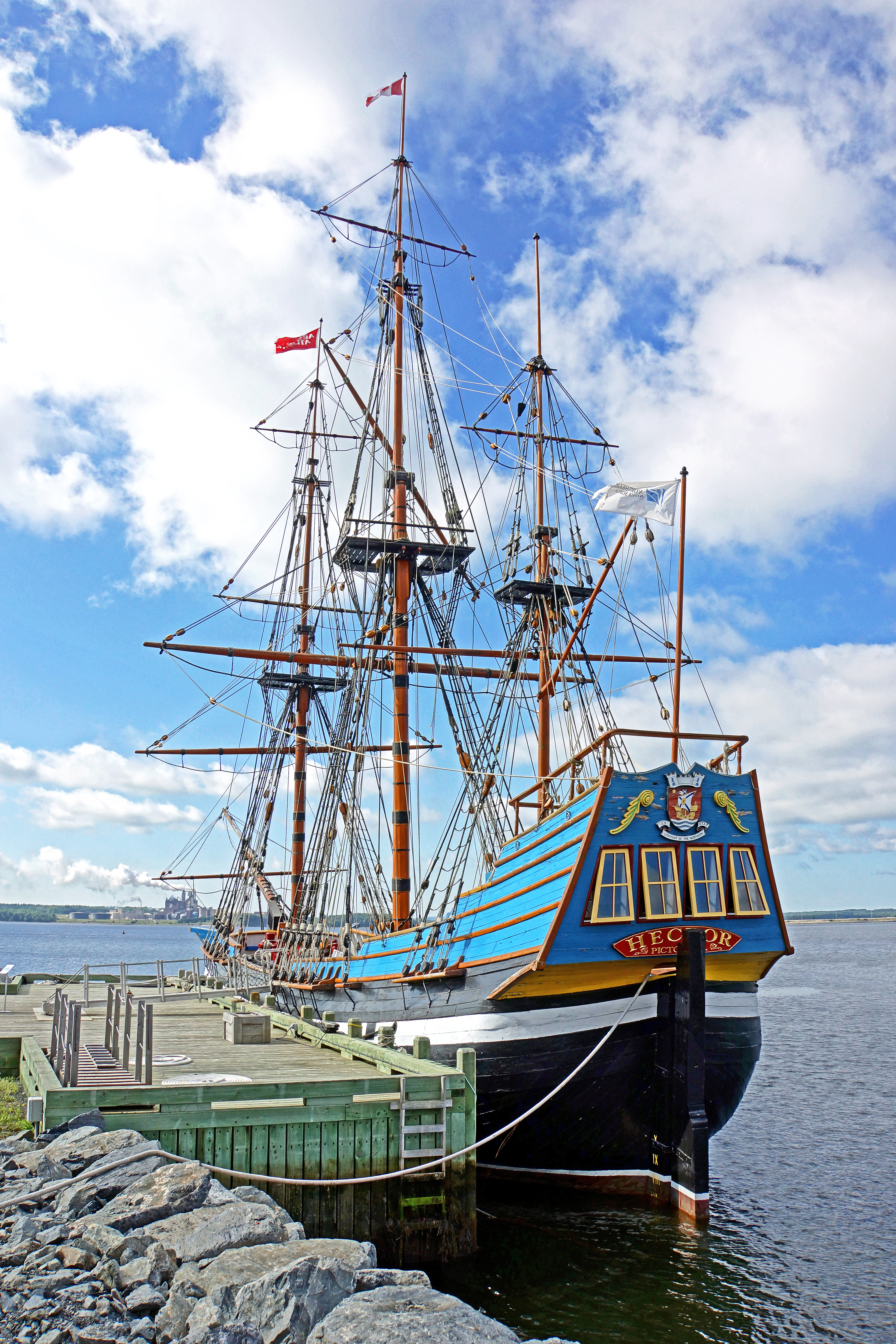
Hector en 2012

En 1762, le premier des Fuadaich nan Gàidheal (Highland Clearances) a forcé de nombreuses familles Gaëls à quitter leurs terres ancestrales. Le premier navire chargé de colons des Hébrides est arrivé sur «St.-John's Island» (Île-du-Prince-Édouard) en 1770, suivi de navires plus tard en 1772 et 1774. [3] En 1773, un navire nommé The Hector débarqua à Pictou avec 189 colons, principalement originaire du Loch Broom (en) . En 1784, le dernier obstacle à la colonisation écossaise - une loi limitant la propriété foncière sur l'île du Cap-Breton - fut abrogé, et bientôt l'Île-du-Prince-Édouard et la Nouvelle-Écosse parlèrent principalement le gaélique . On estime que plus de 50.000 colons gaéliques ont émigré en Nouvelle-Écosse et à l'île du Cap-Breton entre 1815 et 1870. 
Le célèbre voyage du Hector a eu lieu en 1773 avec une date de départ vers la deuxième semaine de juillet, transportant 189 Highlanders qui immigraient en Nouvelle-Écosse. Le propriétaire du navire, Mr John Pagan, ainsi que le Dr John Witherspoon, ont acheté trois parts de terrain près de Pictou, en Nouvelle-Écosse. Pagan et Witherspoon ont embauché John Ross comme agent de recrutement pour les colons désireux d'émigrer à Pictou avec une offre de passage gratuit, 1 an de provisions gratuites et une ferme. Les colons (23 familles, 25 hommes célibataires) ont été recrutés à Greenock (Renfrewshire) et à Lochbroom (Ross-shire), la majorité étant de Lochbroom. Les colons qui ont embarqué sur Hector étaient des crofters et artisans du nord de l'Écosse, qui parlaient le gaélique. Le professeur de l'école, William McKenzie était l'un des rares passagers du Hector à parler à la fois le gaélique et l'anglais. 
Hector était un vieux navire et en mauvais état lorsqu'il a quitté l'Europe. Le voyage ardu jusqu'à Pictou a duré 11 semaines, un coup de vent au large de Terre-Neuve entraînant un retard de 14 jours. La dysenterie et la variole ont fait 18 morts parmi les passagers . Le navire est arrivé dans le port de Pictou le 15 septembre, atterrissant à Brown's Point, immédiatement à l'ouest de la ville actuelle de Pictou.
Les provisions gratuites de l'année ne se sont jamais concrétisées pour les passagers d' Hector. Ils ont dû se dépêcher de construire un abri sans ces provisions avant que l'hiver ne s'installe et les affame.

## Deuxième navire
Un autre navire, également nommé Hector, a été construit en 1789 . Ce navire a amené des immigrants écossais aux États-Unis, faisant des départs de Liverpool à New York dans les années 1820 et 1830 .

## Réplique
Au cours des années 1980 , fin et début des années 1990, les responsables du patrimoine en Nouvelle-Écosse ont cherché à commémorer le Hector comme contribution à l'histoire écossaise de la Nouvelle-Écosse. En 1992, la Ship Hector Foundation a été formée à partir d'un groupe de bénévoles du comté de Pictou et ailleurs qui ont commencé à collecter des fonds pour la construction, l'entretien et l'exploitation d'une réplique d'Hector.

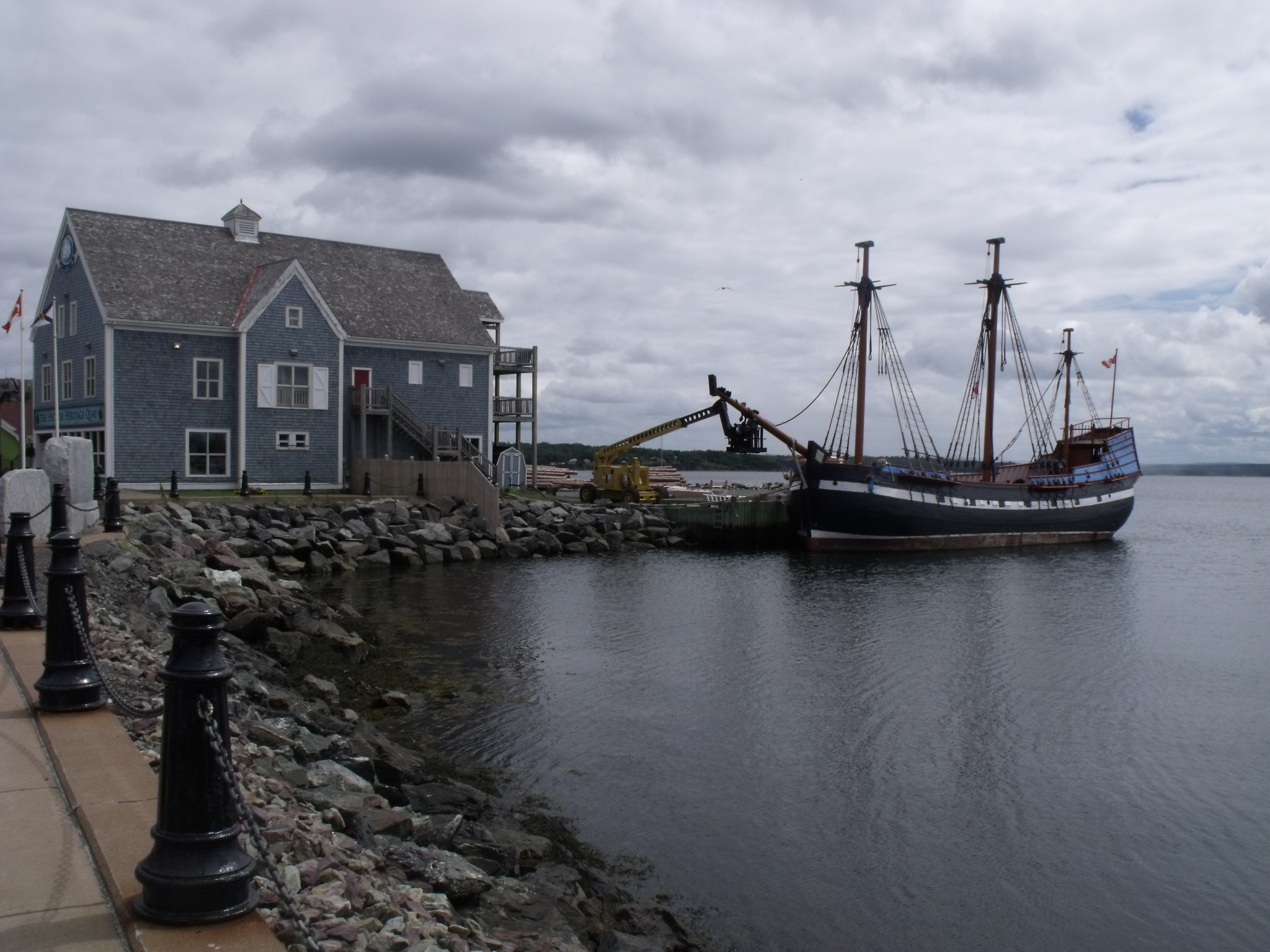
Hector Heritage Quai en 2014

Le Hector Heritage Quay , ainsi que le Ship Hector Company Store ont été ouverts sur le front de mer de Pictou dans les années qui ont suivi. Le cabinet d'architectes marins JB McGuire Marine Associates Ltd. a été chargé de rechercher les particularités de l'original Hector et de développer des plans pour une réplique précise. Les Scotia Trawlers de Lunenburg, en Nouvelle-Écosse, ont été chargés d'achever les phases un et deux de la construction du quai Hector Heritage, ce qui a permis aux visiteurs du secteur riverain de Pictou d'observer la progression du navire, ce qui en fait une attraction locale importante. Après plusieurs années de construction, la réplique Hector a été lancé en grande pompe et médiatisé le 17 septembre 2000. La date avait été retardée en raison du mauvais temps le 16. Le Hector Heritage Quay est ouvert de mai à octobre, offrant un centre d'interprétation de trois étages, ainsi que des ateliers de forgerons, de menuiseries et de gréeurs.